# Istituto Curie (Varsavia)

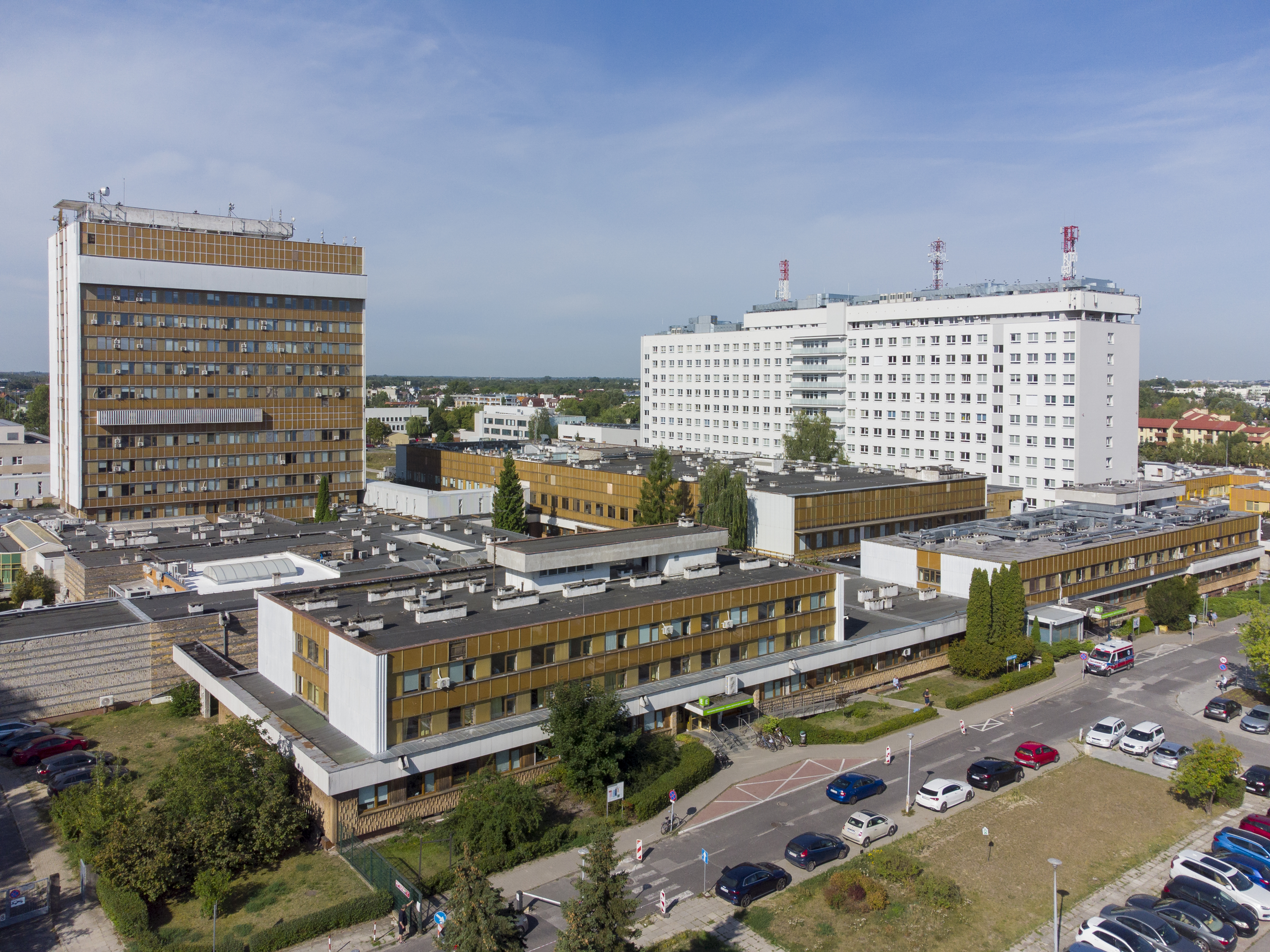
L'Istituto Curie a Ursynów, Varsavia.

Il Centro Oncologico-Istituto Marie Skłodowska-Curie (PL)  Centrum Onkologii - Instytut im. Marii Skłodowskiej-Curie fu fondato a Varsavia nel 1932 da Marie Curie stessa in collaborazione con il governo polacco (specialmente il Presidente Ignacy Mościcki). In origine venne denominato Istituto del Radio.
Dopo la seconda guerra mondiale l'Istituto cambiò nome in onore della fondatrice la cui ferma volontà fu quella di sviluppare un centro specialistico per la ricerca medica e cura del cancro.
Attualmente rappresenta un istituto medico specialistico facente capo al Ministero della Salute polacco. Possiede anche delle strutture regionali site in Gliwice e Cracovia.
È il maggiore e più specializzato centro di ricerca e cura del cancro presente in Polonia.